# クルミ目
クルミ目（クルミもく、学名：Juglandales）は、被子植物の目の1つで、クルミ科をタイプ科とするもの。分類体系によって含まれる科は異なる。

## 分類

### クロンキスト体系
クロンキスト体系ではマンサク亜綱の中にあり、2科を含める。
- 被子植物門 Magnoliophyta
  - 双子葉植物綱 Magnoliopsida
    - マンサク亜綱 Hamamelidae
      - クルミ目 Juglandales
        - ロイプテレア科 Rhoipteleaceae
        - クルミ科 Juglandaceae

### APG植物分類体系
APG植物分類体系ではクルミ科がブナ目に含まれているため、クルミ目の名称は使わない。ロイプテレア科はクルミ科に含められている。

### 新エングラー体系
新エングラー体系では、花の構造が単純なグループとして古生花被植物亜綱（≒離弁花類）の中でも原始的とする位置づけである。2科を含めるが、クロンキストの体系とは内容が異なる。
- 被子植物門 Angiospermae
  - 双子葉植物綱 Dicotyledoneae
    - 古生花被亜綱 Archichlamydeae
      - クルミ目 Juglandales
        - ヤマモモ科 Myricaceae
        - クルミ科 Juglandaceae